# آی‌تی‌وی تایلند
آی‌تی‌وی تایلند (انگلیسی: ITV) شرکت رسانه‌ای تایلندی است، که در سال ۱۹۹۶ تأسیس شد.